# グランフェスタ
グランフェスタ（GRAND FESTA）は兵庫県姫路市にある地下街。

## 概要
- 開業当時は全長127メートル、幅15メートル、道幅6メートル、1549平方メートル。工事費は9,090万円（当時の金額）[1]。
- 姫路駅周辺の再開発事業に伴い統合された地下街。統合後は店舗数51[2]、約7,000平方メートルになった。
- 地下街の北側は山陽百貨店と地下駐輪場、南側は姫路駅とキャッスルガーデン（サンクンガーデン）を挟んでピオレ姫路地下に接続している。

## 沿革
- 名店街 - 1959年11月に開業。延床面積4,586.80平方メートル。
- 駅東ビル地下ゴールド街 - 1974年12月に開業。延床面積1,551.80平方メートル。
- フェスタガーデン（FESTA GARDEN） - 1983年に開業。2011年2月末で一時閉鎖し改修工事に移る。

### グランフェスタ
- 2013年3月28日 - 各地下街を統合しグランフェスタと改称して開業[3]。
- 2014年10月4日 - 兵庫エフエム放送（Kiss FM KOBE）が6番街にサテライトスタジオを開設した[4]。（2017年8月26日閉鎖）

## 店舗
- 1番街（風のフロア）
  - 化粧品店LOOK
  - KUWA KUWA KOBE
  - アシックスウォーキング
  - 楽天モバイル
  - 保険テラス
- 2番街（香のフロア）
  - 小林秀花園
  - 白鷺陣屋
  - 三島屋本店
  - 伊勢屋本店
  - 総本家　かん川
  - ATM（姫路信用金庫）
  - 修理夢工房　ブルーステッチ
  - KALDI COFFEE FARM
  - タツリキショップ
  - Needle to Leaf
  - とりサブロー
- 3番街（音のフロア）
  - Raffine（ラフィネ）
  - マイドリーム
  - NANBOYA
  - まねき　えきそば
  - 喫茶ヤナギ
  - Saha
- 4番街（光のフロア）
  - UQスポット
  - gossara
  - BREED
  - GORGE BE
  - 癒し家 まぁる
  - 山陽チケット
  - DIVA COFFEE
  - claire’s（クレアーズ）
- 5番街（味のフロア）
  - 石挽蕎麦　御座候
  - 富貴ずし
  - サーティワン アイスクリーム
  - タコピィ（旧タコピア）
  - 御座候
  - カレーハウスCoCo壱番屋
  - サイゼリヤ
- 6番街（全のフロア）
  - BOSS豚
  - 富士亭
  - 京ちゃばな
  - 貝屋 マルホウ
  - 焼肉炙り庵 神衛門
  - 天晴水産 ぽっぽ家
  - 鶴亀八番
  - 占いの新観占。

## 周辺
- 姫路城
- 兵庫県立歴史博物館
- 姫路市立動物園
- 姫路市立美術館
- 姫路市立水族館
- 手柄山温室植物園
- 手柄山交流ステーション
- プリエ姫路
- 山陽百貨店
- みゆき通り